# Miami Dolphins 2002
La stagione 2002 dei Miami Dolphins è stata la numero 37 della franchigia, la trentatreesima nella National Football League. La squadra veniva da un record di 11-5 nella stagione precedente e scese a 9-7, mancando i playoff per la prima volta dopo sei anni. Fu la settima stagione consecutiva che i Dolphins chiusero con un saldo di vittorie positivo.

## Calendario

### Stagione regolare
| Turno | Data               | Avversario             | Risultato          | Ora TV             | Pubblico           |
| ----- | ------------------ | ---------------------- | ------------------ | ------------------ | ------------------ |
| 1     | 8/9/2002           | Detroit Lions          | V 49–21            | FOX 1:00pm         | 72.216             |
| 2     | 15/9/2002          | @ Indianapolis Colts   | V 21–13            | CBS 1:00pm         | 56.650             |
| 3     | 22/9/2002          | New York Jets          | V 30–3             | CBS 1:00pm         | 73.426             |
| 4     | 29/9/2002          | @ Kansas City Chiefs   | S 48–30            | CBS 1:00pm         | 78.178             |
| 5     | 6/10/2002          | New England Patriots   | V 26–13            | CBS 1:00pm         | 73.369             |
| 6     | 13/10/2002         | @ Denver Broncos       | V 24–22            | ESPN 8:30pm        | 75.941             |
| 7     | 20//2002           | Buffalo Bills          | S 23–10            | CBS 1:00pm         | 73.180             |
| 8     | Settimana di pausa | Settimana di pausa     | Settimana di pausa | Settimana di pausa | Settimana di pausa |
| 9     | 4/11/2002          | @ Green Bay Packers    | S 24–10            | ABC 9:00pm         | 63.284             |
| 10    | 10/11/2002         | @ New York Jets        | S 13–10            | ESPN 8:30pm        | 78.920             |
| 11    | 17/11/2002         | Baltimore Ravens       | V 26–7             | CBS 4:15pm         | 73.013             |
| 12    | 24/11/2002         | San Diego Chargers     | V 30–3             | CBS 1:00pm         | 73.138             |
| 13    | 1/12/2002          | @ Buffalo Bills        | S 38–21            | CBS 1:00pm         | 73.287             |
| 14    | 9/12/2002          | Chicago Bears          | V 27–9             | ABC 9:00pm         | 73.609             |
| 15    | 15/12/2002         | Oakland Raiders        | V 23–17            | CBS 1:00pm         | 73.572             |
| 16    | 21/12/2002         | @ Minnesota Vikings    | S 20–17            | CBS 12:30pm        | 64.285             |
| 17    | 29/12/2002         | @ New England Patriots | S 27–24            | CBS 1:00pm         | 68.436             |